# Aristide Baragiola

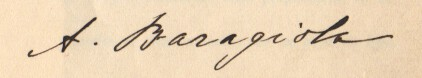
Unterschrift von Aristide Baragiola in einem Brief an Albert Bachmann, 14. Oktober 1916

Aristide Baragiola (* 19. Oktober 1847 in Chiavenna, Kaiserthum Österreich; † 8. Januar 1928 in Zürich) war ein italienischer Lehrer, Germanist, Romanist, Volkskundler, Dozent an der Universität Straßburg und Professor an der Universität Padua.
Baragiola wirkte an Privatschulen in Como und Grenchen und gründete eigene private Institute in Riva San Vitale, Straßburg und Padua. Als Universitätsdozent in Straßburg und Padua galt sein Streben der Vermittlung italienischer Kultur im deutschsprachigen Raum und umgekehrt der deutschen Kultur in Italien. Das Schwergewicht seiner Forschung lag allerdings auf der Folklore und dem Bauernhaus der südbairischen (einschließlich zimbrischen), walserdeutschen und ladinischen Sprachinseln in Norditalien und der Südschweiz.

## Leben
Aristide war einer von mindestens acht Söhnen des Ehepaars Giuseppe Baragiola, Mittelschullehrers aus Como, und der Angela geborenen Noseda, Elementarschullehrerin aus Breccia di Como. Der Vater, ein Liberaler, gründete im damals noch österreichischen, etwas nördlich von Como liegenden Chiavenna eine Privatschule. 1852 wurde die Familie wegen ihrer liberalen Überzeugung aus Chiavenna ausgewiesen und ließ sich im nahe gelegenen schweizerischen Mendrisio (Kanton Tessin) nieder. Der Vater konnte später nach Como zurückkehren, wo er erneut eine Privatschule, das Istituto Baragiola, gründete.
Aristide Baragiola kämpfte 1866 im dritten italienischen Unabhängigkeitskrieg unter Enrico Guicciardi auf dem Stilfser Joch gegen Österreich und wurde noch gleichen Jahres, mit 19, Vizedirektor an der Schule seines Vaters.
1872 ließ er sich im schweizerischen Grenchen (Kanton Solothurn) nieder, um am Internationalen Institut Breidenstein eine Stelle als Lehrer für italienische Sprache und Kultur sowie für Geschichte und Geographie anzutreten. 1874 zog er nach Straßburg im damals deutschen Elsass weiter, wo er als Dozent für Italienisch wirkte und gleichzeitig an seiner Dissertation arbeitete. 1876 promovierte er mit einer Arbeit über Giacomo Leopardi, den neben Alessandro Manzoni wichtigsten Erneuerer der italienischen Literatursprache.
Im Jahr 1878 gründete Baragiola zusammen mit seinem Vater und seinen Brüdern im südtessinischen Riva San Vitale eine internationale Privatschule. Doch schon 1883 kehrte er nach Straßburg zurück, wo er ein Institut zur Perfektionierung der deutschen und französischen Sprachkenntnisse einrichtete. 1884 begründete er ebenda die Zeitschrift Il crocchio italiano.
Ab 1889 wirkte Baragiola an der Universität Padua; 1917 wurde er, mit siebzig Jahren, zum ordentlichen Professor für deutsche Sprache und Literatur ernannt. In dieser Zeit war er auch Beirat der Società nazionale delle tradizioni popolari und Direktor einer Bildungsanstalt, die seinen Namen trug.
Baragiola heiratete 1877 Augusta Breidenstein, die Tochter des Direktors des Internationalen Instituts Breidenstein in Grenchen, wo er zwei Jahre gearbeitet hatte. Deren Familie stammte aus Deutschland und ließ sich 1878 in Grenchen und damit in der Schweiz einbürgern. Das Ehepaar hatte zwei Kinder, Wilhelm Italo Baragiola-Rüegg (1879–1928, Vorstand der chemischen Abteilung an der schweizerischen Versuchsanstalt für Obst-, Wein und Gartenbau in Wädenswil, Zürcher Kantonschemiker sowie Dozent beziehungsweise Titularprofessor an der Eidgenössischen Technischen Hochschule in Zürich) und Elsa Nerina Baragiola (1881–1968, Professorin an der Töchterschule Zürich und Ehrendoktorin der Universität Zürich). Aristide Baragiola starb im Alter von achtzig Jahren in Zürich, wo seine Kinder lebten.

## Wirken
Baragiola war einer der ersten Vertreter der deutschen Philologie in Italien und trug mit Kräften dazu bei, das Studium der deutschen und der italienischen Sprache und Literatur im jeweiligen anderen Sprachgebiet zu fördern. Hierzu schuf er eine italienische Chrestomathie sowie eine italienische Grammatik für Deutschsprachige und gab mehrere alt-, mittel- und neuhochdeutsche Werke für italienische Germanistikstudenten heraus (Hildebrandslied, Muspilli, Der arme Heinrich, Dichtungen Walthers von der Vogelweide, Johann Fischarts Glückhaftes Schiff von Zürich sowie Goethes Italienische Reise).
In erster Linie aber forschte und publizierte er zur Folklore und zum Bauernhaus, insbesondere in den südbairischen (Asiago, Roana, Fersental, Sappada, Sauris, Timau), walserdeutschen (Bosco/Gurin, Formazza) und ladinischen (Agordo, Cadore) Sprachinseln in Norditalien.

## Fondo Aristide Baragiola
Baragiolas Nachlass wird als Fondo Aristide Baragiola vom Stadtmuseum Como betreut. Ein besonderer Schwerpunkt dieses Archivs liegt auf den Forschungen zu den deutschen Sprachinseln in Norditalien. Auch ein großer Teil des Nachlasses der Tochter Elsa Nerina wird dort aufbewahrt.

## Publikationen

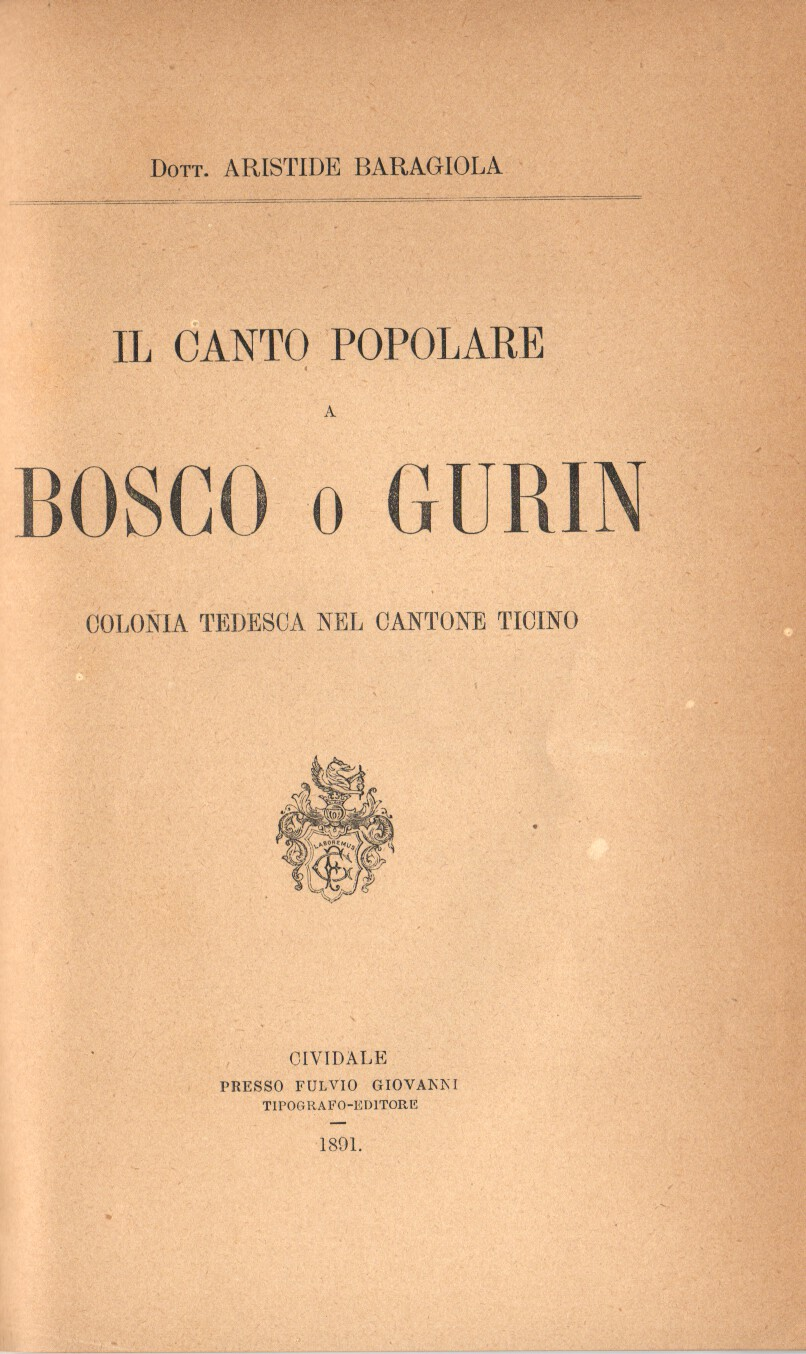
Titelblatt von «Il canto populare a Bosco o Gurin», 1891

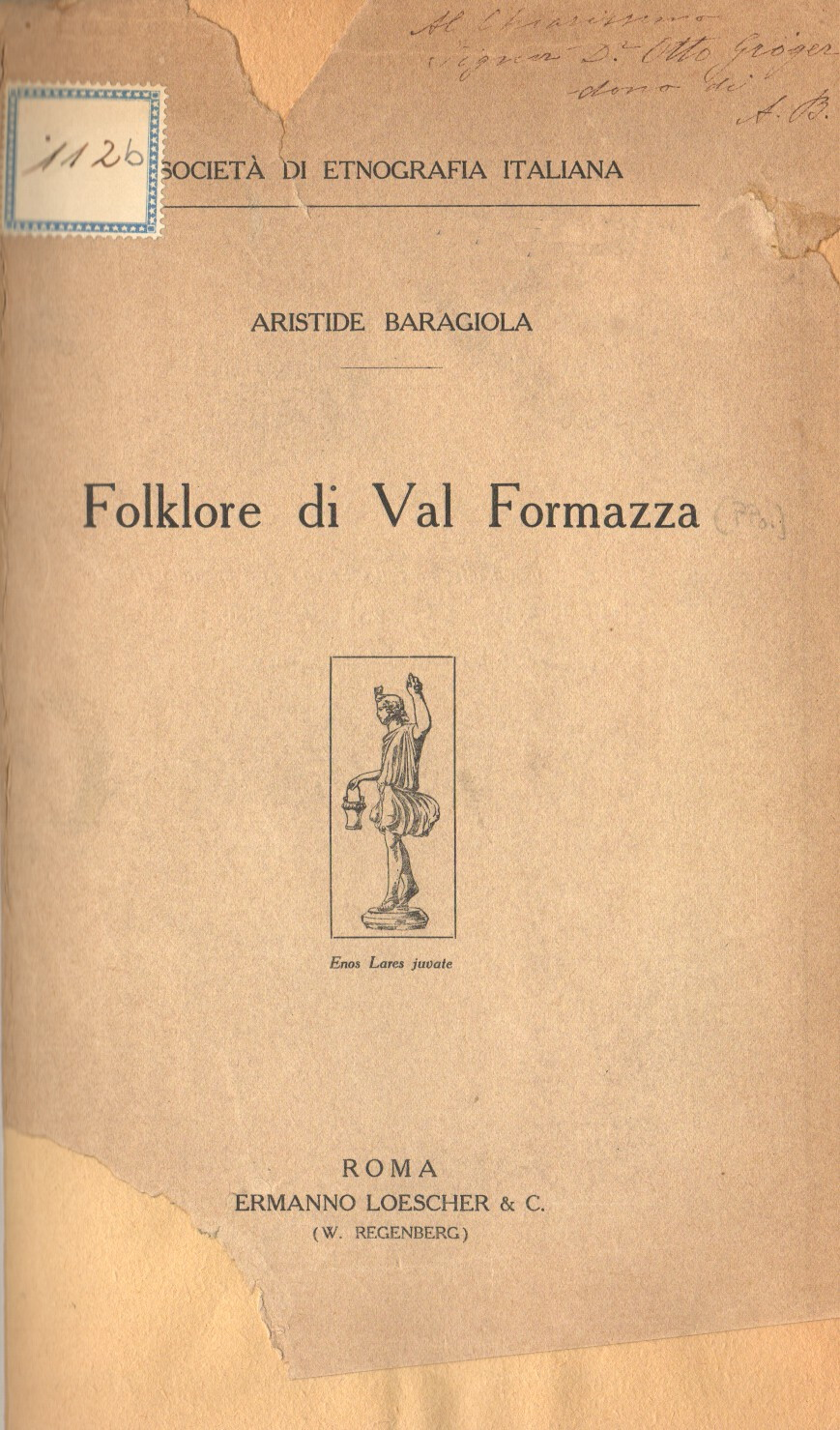
Titelblatt von «Folklore di Val Formazza», 1914; mit handschriftlicher Widmung für Otto Gröger

Zur deutschen und italienischen Sprache und Literatur
- Giacomo Leopardi, filosofo, poeta e prosatore. Dissertation Universität Straßburg. Trübner, Straßburg 1876.
- Italienische Grammatik mit Berücksichtigung der lateinischen und der romanischen Schwestersprachen. Trübner, Straßburg 1880.
- Crestomazia italiana ortofonica. Trübner, Straßburg 1881.
- Della filologia tedesca. Prelezione tenuta nella r. Universita di Padova il Giorno 2 Maggio 1889. Tipografia Operaia A. Bianchi, Asti 1889 (Biblioteca delle Scuole Italiane 15).

Zur Volkskunde
- Il canto popolare a Bosco o Gurin, colonia tedesca nel Cantone Ticino. Presso Fulvio Giovanni, Cividale 1891.
- Le fiabe cimbre del vecchio Jeckel. Die Fabeln des gavattar Jekkelle. Raccolte da Aristide Baragiola ad Asiago nel 1893. Erneut hrsg. vom Istituto di cultura cimbra, Roana 1987.
- Folklore inedito di alcune colonie tedesche nella regione italica. In: Bollettino di filologia moderna 4 (1902), Nrn. 3–4; 6 (1904), Nrn. 3–4 und 8–9.
- Villaggi e case delle colonie tedesche nella zona italica. In: Bollettino di filologia moderna 5 (1903), Nrn. 19–20.
- Il canto popolare tedesco. Gius. Laterza, Bari 1902 (Piccola biblioteca di cultura moderna 3).
- I mocheni ossia i tedeschi della Valle del Fersina nel Trentino. Tip. Emiliana, Venezia 1905.
- Il tumulto delle donne di Roana per il Ponte, nel dialetto cimbro di Camporovere, Sette Comuni. Tip. Fratelli Salmin, Padova 1906 oder 1907.
- Folklore cadorino. Dialetto e costumi di Sappada. In: Cadore 2 (1908), Nrn. 5–7.
- La casa villereccia delle colonie tedesche veneto – tridentine. Istituto italiano d’arti grafiche, Bergamo 1908.
- Sulla casa villereccia. In: [Atti del] Primo Congresso di Etnografia Italiana, Roma, 19–24 ottobre 1911. Auch als Sonderdruck: ([Perugia], [1912]).
- Una leggenda di Formazza. Ermanno Loescher, Roma 1912.
- La casa villereccia dello Zoldano. Chiasso 1912.
- La casa villereccia dell’Agordino. Tettamanti, Chiasso 1913.
- Folklore di Val Formazza. Ermanno Loescher, Roma 1914.
- La casa villereccia del Tirolo. Tettamanti, Chiasso 1914.
- La casa villereccia delle colonie tedesche del gruppo carnico. Sappada, Sauris e Timau con raffronti delle zone contermini italiana et austriaca: Carnia, Cadore, Zoldano, Agordino, Carintia e Tirolo. Peregrinazione folcloriche. Tipografia Tettamanti, Chiasso 1915.
- Documenti latini, italiani e tedeschi di Formazza. In: Bollettino Storico per la Provincia di Novara 3 (1918) und 4 (1919), auch als Sonderdruck: Stabilimento tipigrafico cattaneo, Novara 1919.

Als Herausgeber
- Der arme Heinrich, von Hartmann von Aue. Versione in prosa. Trübner, Straßburg 1881.
- Muspilli, ovvero l’incendio universale. Versione con introduzione ed appendice. Schulz, Straßburg 1882.
- Dall’antico tedesco. Das Hildebrandslied. L’inno d’Ildebrando. Versione con introduzione ed appendice. Schulz, Straßburg 1882.
- La nave avventurosa di Zurigo. Das Glückhafft Schiff von Zürich. Prima versione metrica. Schmidt, Straßburg 1884.
- Goethe’s italienische Reise. Mit Anmerkungen, Wörterbuch und Sachregister. Ehlermann, Dresden 1889.
- Dal canzoniere di Walther von der Vogelweide. Tre versioni. Tipografia dei Fratelli Salmin, Padova 1908.